# Ministrówka
Ministrówka [pronunciación en polaco: /minisˈtrufka/] es un pueblo en el distrito administrativo de Gmina Miączyn, dentro del distrito de Zamość, voivodato de Lublin, en  el este de Polonia. Se encuentra aproximadamente 2 kilómetros del noroeste de Miączyn, 17 kilómetros al este de Zamość, y 85 kilómetros al sur de la capital regional, Lublin.